# 余英华
余英华（英語：Paul Yu，1941年—2016年12月5日）是一位美国华人哲学家，教育家。

## 生平
1941年出生于重庆，祖籍安徽潜山。1949年随父母移居香港，后赴美留学，获得密歇根大学博士学位。1969年任教于中密歇根大学。1980年获得富布赖特项目支持前往國立臺灣大學学习。1981年返回中密歇根大学担任哲学部系主任，1987年升任文理学院副院长。1989年进入巴特勒大学担任文理学院院长，1991年升任副校长，1992年升任校监和高级副校长。1997年进入纽约州立大学布罗克堡分校担任校长。2004年7月15日进入聖荷西州立大學担任校长，是加州州立大学系统史上首位华裔校长，也是唯一亚裔校长。仅仅三周后因为身体原因提出辞职，返回纽约与家人团聚，重新回到纽约州立大学布罗克堡分校担任教职。
2016年12月5日因帕金森病在美国逝世，享年75岁。

## 家庭
哥哥是历史学家余英时。